# ¡Porque lo digo yo!
Because I said so es una película de comedia romántica de Estados Unidos dirigida por Michael Lehmann en 2007, protagonizada por Diane Keaton, Mandy Moore, Gabriel Macht y Tom Everett Scott.

## Sinopsis
Daphne Wilder (Diane Keaton) es una madre sobreprotectora que ha criado sola a sus tres hijas: la sensata psicóloga Maggie (Lauren Graham), la sexy e irreverente Mae (Piper Perabo), y la insegura y adorable Milly (Mandy Moore). Una vez casadas sus dos hijas mayores, Daphne se propone ayudar a su hija Milly, que es la menor, a encontrar al hombre perfecto con el que compartir su vida. Para ello pondrá un anuncio en internet buscando candidatos sin que su hija sepa nada. Allí conocerá al hombre que para ella sería perfecto para su hija pequeña, un arquitecto llamado Jason (Tom Everett Scott), y también al tipo de hombre con el que no quiere que acabe, Johnny (Gabriel Macht), un músico que tiene un hijo. Así, Milly acabará conociendo a los dos inesperadamente, teniendo una relación con ambos y más tarde descubriendo lo que su madre planeó a sus espaldas y teniendo que elegir entre uno de los dos chicos o a ninguno.

## Reparto
| Actor             | Personaje     |
| ----------------- | ------------- |
| Diane Keaton      | Daphne Wilder |
| Mandy Moore       | Milly Wilder  |
| Lauren Graham     | Maggie Wilder |
| Gabriel Macht     | Johnny        |
| Tom Everett Scott | Jason         |
| Piper Perabo      | Mae Wilder    |
| Stephen Collins   | Joe           |
| Colin Ferguson    | Derek         |
| Tony Hale         | Stuart        |
| Matt Champagne    | Eli           |
| Ty Panitz         | Lionel        |